# Тенісистка (фотографія)
Тенісистка (англ. Tennis Girl) — культова фотографія, на якій зображена молода жінка на тенісному корті. Правою рукою вона тримає ракетку, а лівої піднімає ззаду сукню, показуючи, що вона без нижньої білизни

## Історія
Фотографія зроблена Мартіном Елліоттом у вересні 1976 року в Бірмінгемському університеті. На ній зображена Фіона Батлер — на той момент вісімнадцятирічна дівчина Елліотта. Фотографія постановочна: Батлер не вміла грати в теніс, а сукня, ракетка і м'ячі були позичені.
Фотографія вперше була опублікована арт-ретейлером Athena в 1977 році в якості частини календаря, приуроченого до срібного ювілею Єлизавети II.
У 1978 році фотографія отримала широке поширення, коли почала продаватися в магазині плакатів Athena за 2 фунти стерлінгів. Було продано близько 2 мільйонів примірників плаката.
Плакат стабільно продавався протягом 1980-х років і вийшов з обігу тільки в 1994 році, коли материнська компанія Athena збанкрутувала.
У 2001 році Батлер заявила в інтерв'ю, що анітрохи не соромиться фотографії (англ. «I'm not at all embarrassed about that photo»).
Елліотт помер в кінці березня 2010 року.

## Популярність і пародії
Зображення користується великим попитом у колекціонерів і знаменитостей, у тому числі у Джонатана Росса, Рікі Джервейс і Адріана Пірса.
У різний час фотографія пародіювалася самими різними людьми, наприклад Аланом Карром і Кайлі Міноуг.
В епізоді «Карусель» телесеріалу «Червоний карлик» Кот каже: «Нас скопіювали більше разів, ніж фотографію тенісистки, чешущіеся свою дупу» (англ. «We've been copied more times than the picture of the tennis girl scratching her butt!»).
Сюжет, відображений на фотографії, використовували в рекламі тенісної відеогри «Davis Cup World Tour» для приставки Sega Mega Drive.
У 2011 році скульптор Бен Дірн створив скульптуру, покриту золотом, яка в точності повторює сюжет відображений фотографом Мартіном Елліоттом. Моделлю для скульптора стала все та ж Фіона Батлер, фігура якої, за заявами скульптора, практично не змінилася.